# Орсіні

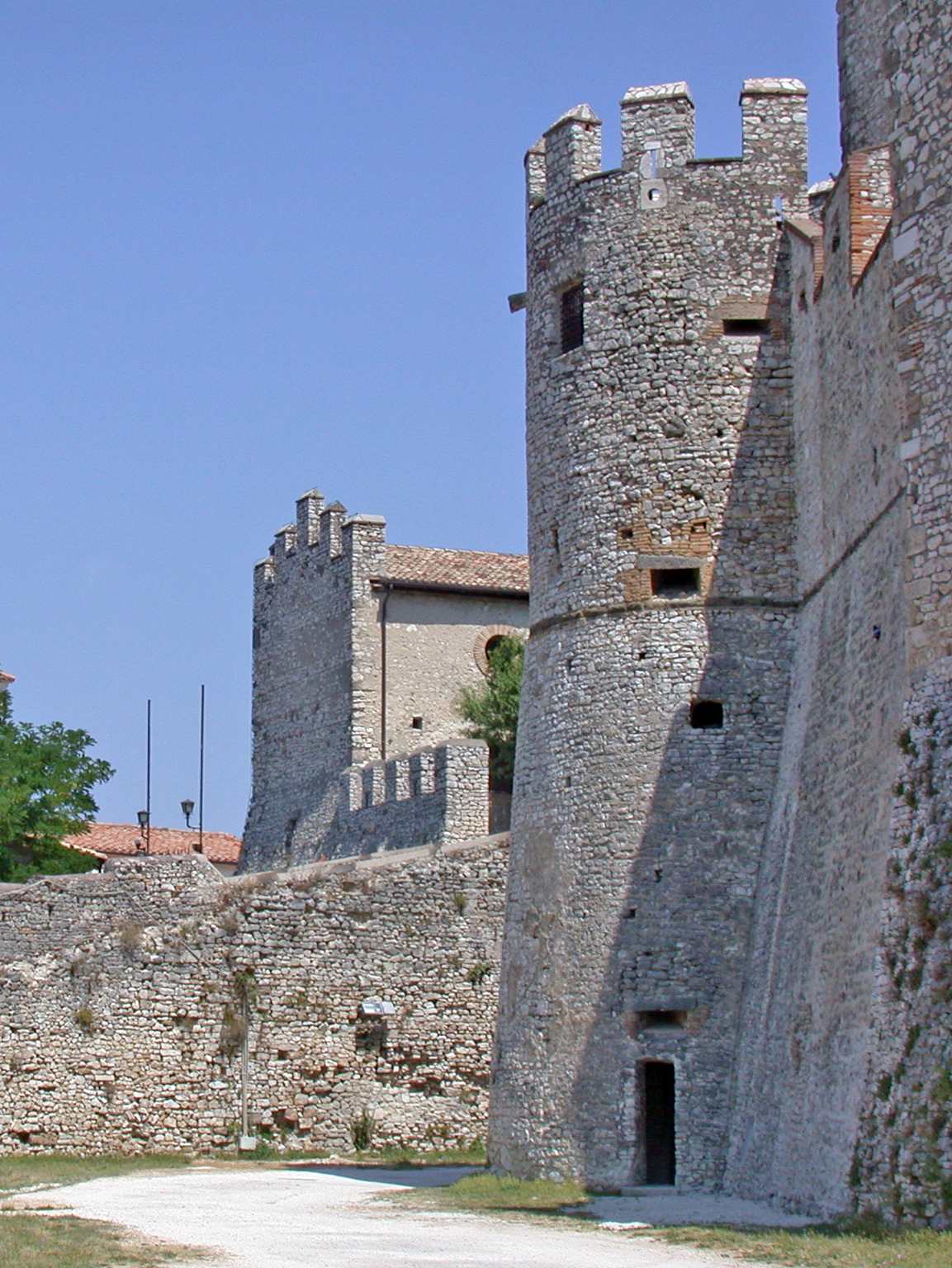
Замок Орсіні в Неролі, Лацій

Орсіні — римський феодальний рід (один з родів «чорної знаті»). З роду Орсіні вийшли римські папи (Целестин III (1191—1198), Миколай III (1277—1280), Бенедикт XIII (1724—1730)), 34 кардинали і багато кондотьєрів.

## Походження
За легендою, Орсіні ведуть свій родовід від сім'ї Юліїв-Клавдіїв.
Орсіні були зв'язані з сім'єю Бобоне, що існувала в Римі в XI столітті. Спочатку сім'я носила прізвище Бобоне-Орсіні (папа Целестин III (Джачінто Бобоне-Орсіні). Орсіні були прихильниками партії гвельфів і виступали за владу папи над Італією. 
Свого розквіту (привілейованого статусу, влади і статків) рід Орсіні набув у XIII столітті. 
Особливо відома запекла боротьба між родами Орсіні і Колонна з 1333 по 1335 рр. Ворожнеча тривала доки не була зупинена папською буллою в 1511 році.
Спираючись на сприяння папи Євгенія IV, Орсіні побудували на руїнах стародавнього театру Марцелла (в межах Ватикану), а також і на Монте-Джордано, міцні фортеці, завдяки яким панували над прилеглими частинами міста. Чинили сильний опір Генріху VII, який намагався заволодіти всім Римом. 
Орсіні захищалися проти Сикста IV, який хотів розорити їх на користь Ріаріо, в 1496 р. - проти папи Олександра VI, який хотів їхні багатства передати родині Борджіа. Рід Орсіні, який володів величезними маєтками в Церковній Області, Неаполі, Тоскані, розпався на 7 ліній.

## Лінії роду
Південна лінія — вимерла.
Лінія Пітігліано — заснована Гвідо Орсіні, який успадкував графство Сована. Лінія вимерла в 1640 році.
Лінія Мертеротонто — найвідоміший представник роду Джованні Баттіста Орсіні, що ймовірно брав участь у змові проти Чезаре Борджіа в 1502 році. Був убитий через помсту з багатьма членами родини. В XVII сторіччі родина втратила багато своїх земель і згодом зникла.
Лінія Браччано — вимерла.
Лінія Гравіна — назва походить від міста Гравіна. Єдина досі існуюча лінія Орсіні.

## Найважливіші представники роду

### Папи
- Целестин III
- Миколай III

- Бенедикт XIII

### Кардинали
Джордано Орсіні

### Інші представники
- Кларіче Орсіні
- Вірджиніо Орсіні